# Casas (Teksas)
Casas – jednostka osadnicza w Stanach Zjednoczonych, w stanie Teksas, w hrabstwie Starr.